# Axes 2 Axes
Axes 2 Axes är det enda soloalbumet utgivet av den amerikanska gitarristen Eddie Ojeda. Eddie är mest känd som förstegitarristen i heavy metal-bandet  Twisted Sister.

## Låtlista
1. Tonight – 3:26 (Eddie Ojeda)
2. Axes 2 Axes (instrumental) – 3:21 (Eddie Ojeda)
3. Please Remember – 3:37 (Eddie Ojeda)
4. Eleanor Rigby (The Beatles cover) – 2:13 (Paul McCartney/John Lennon)
5. Evil Duz (What Evil Knows) – 4:11 (Eddie Ojeda/Joe Franco)
6. Crosstown (instrumental) – 2:53 (Eddie Ojeda)
7. Senorita Knows – 3:39 (Eddie Ojeda)
8. Love Power – 3:26 (Eddie Ojeda)
9. Funky Monkey (instrumental) – 2:26 (Eddie Ojeda)
10. The Reason – 5:22 (Eddie Ojeda)
11. Living Free – 4:01 (Eddie Ojeda)

## Musiker
- Eddie Ojeda – sologitarr, kompgitarr, sång (3, 5, 7, 8, 10), elbas (4), bakgrundssång
- Joe Franco - trummor
- Chris McCarvill – elbas, bakgrundssång

- Ronnie James Dio – sång (1)
- Dee Snider – sång (4)
- Nick Cipriano – låg sång (5)
- Rudy Sarzo – elbas (6, 9)
- Terry Ilous – bakgrundssång (8)
- Joe Lynn Turner – sång (11)